# 羅伯·馬歇爾 (賽車工程師)
罗伯·马歇尔（英語：Rob Marshall，1968年4月14日—）是一名英国一级方程式赛车工程师。在2006年到2024年之间，马歇尔一直在红牛车队担任领导职务。2024年1月1日，马歇尔在花园假期结束后加入了迈凯轮车队，担任高级技术职务。

## 职业生涯
马歇尔从卡迪夫大学的机械工程专业毕业。毕业后，他在劳斯莱斯的设计部门工作。
1994年，他以赛车工程师的身份转投贝纳通车队。2000年，车队被雷诺接管。在这段时间里，马歇尔一路晋升，最终成为机械设计主管。2005年，他对质量减振器系统的创新性开发，帮助车队在一级方程式锦标赛中获得了队史第一个车手和制造商冠军。
2006赛季时，马歇尔转投刚刚创立一年的红牛车队。在红牛车队中，马歇尔与亚德里安·纽维共同担任首席赛车设计师。马歇尔被认为对2010赛季到2013赛季塞巴斯蒂安·维特尔赢得4次世界冠军的赛车发挥了关键作用。2014年，由于F1赛车开始使用混合动力发动机，车队一度陷入低迷，但仍然在马歇尔的执掌下赢得了一些领奖台和分站冠军。2016年，马歇尔成为红牛车队的首席工程师。
2023年5月30日，在红牛车队工作了17年后，马歇尔表示将于2024年1月1日离红牛开车队，转投迈凯轮车队担任高级技术职务。